# Roger Miquel
Roger Honoré Augustin Miquel, né le 20 août 1898 à Cahors, Lot, et mort le 7 février 1978 à Albas (Lot) ou il est inhumé, est un général français. Pendant la guerre d'Algérie, il est l'un des acteurs clés de l'opération Résurrection qui mène à la chute de la IVe République.

## Biographie
Il est le fils aîné des cinq enfants de Jean Adolphe Miquel (1869-1953), colonel, et de Ida Isabelle Selves (1876-1970).
Engagé volontaire à la mairie de Cahors pour la durée de la guerre le 28 juillet 1916 .
Roger Miquel est Saint-Cyrien, de la 100e promotion (1916-17), promotion des Drapeaux et de l’Amitié Américaine, dite la Centième.
Il commande le 1er régiment étranger de cavalerie à partir du 15 septembre 1943. Le colonel Miquel mène son unité, régiment de reconnaissance de la 5e division blindée, pendant les campagnes de la Libération et d'Allemagne jusqu'à son remplacement en décembre 1945.
Il est directeur de l'arme blindée en 1946-1947, chef de la région d'Agadir et commandant des confins algéro-mauritano-marocains de 1948 à 1951. En 1951, il est prend le commandement de la division de Meknès jusqu'à ce qu'il reçoive le commandement interarmes du Maroc en 1955 à la mort du général Duval.
En 1956, il est nommé commandant de la 5e région militaire, celle de Toulouse. C'est à ce poste qu'il joue un rôle clé dans l'opération Résurrection en mai 1958. En effet, sa région militaire concentre l'essentiel des unités parachutistes aptes à prendre le contrôle de Paris. L'opération est annulée avant son exécution après la démission du gouvernement Pfimlin et l'arrivée au pouvoir du général de Gaulle. Atteint par la limite d'âge, le général Miquel quitte son commandement en août 1958.

## Distinctions
Grand-croix de la Légion d'honneur depuis le 2 juillet 1958, le général Miquel est titulaire de douze citations à l'ordre.

## Écrits
- Le Maroc français : conférences faites à Paris en mars 1923, Joigny, Vulliez, 1925, 125 p. (BNF 35618741).
- Opération « Résurrection » (le 13 mai en métropole), Paris, Éditions France-Empire, 1975, 207 p. (BNF 36277874, LCCN 75516155).